# فاطمه عربشاهی
فاطمه عربشاهی (زادهٔ ۱ مهر ۱۳۰۲ در سبزوار – درگذشتهٔ ۲۴ تیر ۱۳۹۹ در تهران) شاعر، نویسنده و مادر سید حسن امین ادیب و فیلسوف ایران است.
 زندگی نامه ی او با عنوان "بی بی سادات عربشاهی" در یادنامه ی او چاپ و در خبرگزاری ها معرفی شده است.

## زندگی‌نامه
وی فرزند میرزا حسین محدث عربشاهی و همسر سید علینقی امین از علما و استادان بود. آثار او در مجلات وحید، حافظ، باغ صائب و مجله هنرپو چاپ شده‌است
و همچنین صاحب دیوان شعر است.
| وفا و مهر و محبت زمردمان رفته‌است |  | عداوت آمده از دوستی نشان رفته‌است      |
| وفای عهد مجو دیگر از چنین مردم   |  | چرا که عاطفه از پیر و از جوان رفته‌است |
| وفای عهد بد از مردمان دین پرور   |  | فروغ دین ز دل خلق این زمان رفته‌است    |
| شعار هست ولی نیست هیچ کار و عمل  |  | در این میانه حقیقت هم از جهان رفته‌است |
| نماز خواندن بی‌روح ای بسا عجب است |  | عجب که روح عبادت هم از میان رفته‌است   |

## مقالات
- دوبیتی‌های پیوسته راز و نیاز با خدا
- برخورد آرا و اندیشه‌ها
- نامه‌های رسیده
- با شاعران امروز (زیر نظر شورای شعر)
- شعری چاپ نشده از نقیب الممالک شیرازی
- خواندنی‌ها
- برخورد آراء و اندیشه‌ها
- ای فلک
- نامه به پسر